# Dendrochilum sublobatum
Dendrochilum sublobatum är en orkidéart som beskrevs av Cedric Errol Carr. Dendrochilum sublobatum ingår i släktet Dendrochilum och familjen orkidéer. Inga underarter finns listade i Catalogue of Life.